# نبي موسى ياتارا
نبي موسى ياتارا (بالفرنسية: Naby-Moussa Yattara)‏ (مواليد 12 يناير 1984) هو لاعب كرة قدم غيني يلعب حاليًا لصالح نادي أرليه أفينيون الفرنسي.